# Andrea Steinbecher
Andrea Steinbecher (nacida como Andrea Brede, 29 de noviembre de 1976) es una deportista alemana que compitió en triatlón. Ganó dos medallas en el Campeonato Europeo de Ironman en los años 2006 y 2007, y tres medallas en el Campeonato Europeo de Ironman 70.3 entre los años 2007 y 2009.

## Palmarés internacional
| Campeonato Europeo | Campeonato Europeo   | Campeonato Europeo | Campeonato Europeo |
| Año                | Lugar                | Medalla            | Prueba             |
| ------------------ | -------------------- | ------------------ | ------------------ |
| 2006               | Fráncfort (Alemania) | Medalla de oro     | Individual         |
| 2007               | Fráncfort (Alemania) | Medalla de plata   | Individual         |

| Campeonato Europeo | Campeonato Europeo   | Campeonato Europeo | Campeonato Europeo |
| Año                | Lugar                | Medalla            | Prueba             |
| ------------------ | -------------------- | ------------------ | ------------------ |
| 2007               | Wiesbaden (Alemania) | Medalla de bronce  | Individual         |
| 2008               | Wiesbaden (Alemania) | Medalla de plata   | Individual         |
| 2009               | Wiesbaden (Alemania) | Medalla de bronce  | Individual         |